# Alessandro Verri
Alessandro Verri (9/11/1741 - 23/9/1816) là một nhà văn người Ý
Sinh ra ở Milan trong một gia đình quý tộc.Khi còn trẻ, ông tham gia sáng lập hội Accademia dei Pugni cùng anh trai của ông Pietro Verri và những người bạn Cesare Beccaria, Alfonso Longo, Pietro Secchi, Giambattista Biffi và Luigi Lambertenghi. Sau đó, ông đã cộng tác với tạp chí Il Caffè. Trong thời gian này ông đã viết Saggio sulla Storia d'Italia ("tiểu luận về Lịch sử Ý", 1761-1766).

## Tiểu sử
Sau đó, Verri chuyển đến Rome. Ông là một trong những dịch giả người Ý đầu tiên của Shakespeare. Ông đã viết hai tác phẩm: Pantea và La congiura di Milano, cả hai được xuất bản năm 1779.
Năm 1782, ông đã viết cuốn tiểu thuyết Lê avventure di Saffo poetessa di Mitilene ("Những cuộc phiêu lưu của Sappho, nhà thơ của Mitilene"), nhưng tác phẩm nổi tiếng nhất của ông là Notti Romane al Sepolcro degli Scipioni ("Đêm Roma tại mộ của Scipiones"), hai phần đầu được công trong năm 1792 và 1804, tác phẩm gợi lên những điều nền văn minh La Mã cổ đại, nhấn mạnh sự tàn bạo của nó trái ngược với hòa bình của Kitô giáo.Phần ba của tác phẩm vẫn chưa được công bố cho đến năm 1967.
Tác phẩm khác của ông bao gồm một bản dịch của Daphne và Chloe (1812), tiểu thuyết La vita di Erostrato ("Cuộc sống của Herostratos ", 1815) và Vicende memorabili de 'suoi tempi dal 1789 al 1801
Verri chết ở Rôma năm 1816.